# David Teniers den yngre

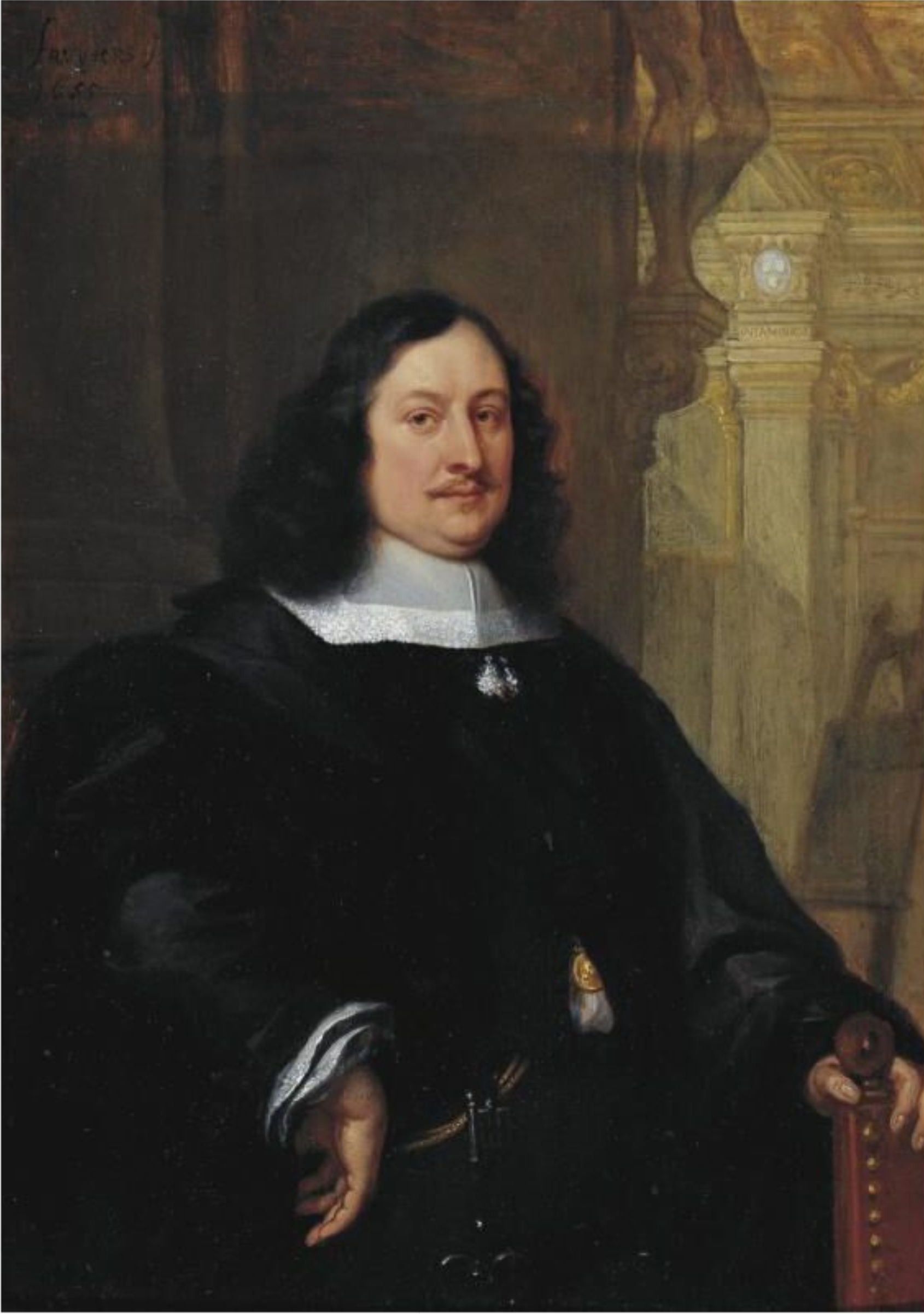
David teniers d. y. av Philip Fruytiers

David Teniers den yngre, född 15 december 1610 i Antwerpen, död 25 april 1690 i Bryssel, var en flamländsk genremålare och hovmålare i Bryssel 1651.

## Biografi
Teniers den yngre var son till David Teniers den äldre. Hans son David Teniers III och hans sonson David Teniers IV var också målare. Hans fru Anna, född Anna Breughel, var dotter till Jan Brueghel den äldre och barnbarn till Pieter Brueghel den äldre.
Genom sin far, påverkades Teniers indirekt av Adam Elsheimer och Peter Paul Rubens. Influenser av Adriaen Brouwer kan också spåras till början av sin karriär. Antagen som en "mästare" i Lukasgillet 1632, hade Teniers redan innan detta offentligt visat sina verk. 
Några riktigt förstklassiga verk finns på Kungliga museet för sköna konster i Bryssel som visar på den skicklighet han uppnått redan vid knappt tjugo års ålder. Hans stil är sällsynt delikat och hans färger på en gång glada och harmoniska. Framför allt är det arbetena målade 1645–1650 som mest vittnar om hans mästarklass. 

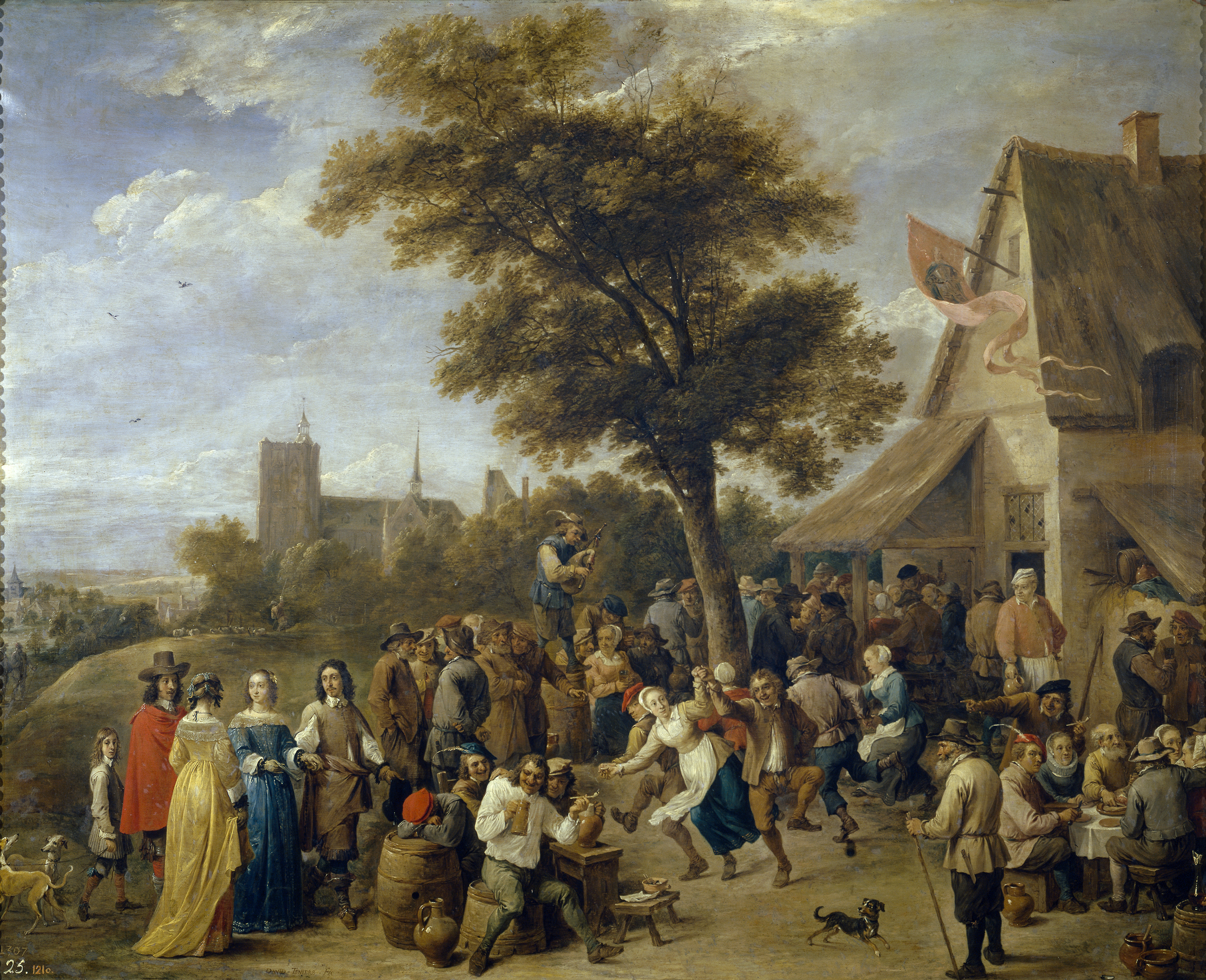
Flemish Kermess

Teniers var lite över trettio år när Antwerpen Guild of St George gjorde det möjligt för honom att måla bilden som slutligen funnit sin väg till Eremitaget i Sankt Petersburg, Meeting of the Civic Guards. Rätt in i minsta detalj, men ändå effektfull, med scenen under strålar av strålande solsken, visar på en överraskande mängd av förvärvad kunskap och naturlig god smak. Denna målning leder vidare till ett annat verk av samma år (1643), nu i National Gallery i London, The Village Fete (Lafête aux Chaudrons).

## Eftermäle
Tvåtusen målningar tros ha målats av Teniers. Smiths Cathalogue raisonné ger beskrivningar av över 900 målningar som accepterats som originalverk av Teniers. Få konstnärer har arbetat med större lätthet, och några av hans mindre bilder, landskap med figurer, har kallats "eftermiddagar", inte på grund av innehållet, utan tiden det tog att producera dem. Museerna i Madrid, Sankt Petersburg, Wien, München, Dresden, Paris, London och Bryssel har mer än 200 verk av Teniers. I Storbritannien, kan 150 återfinnas i privat ägo. Det finns nästan 300 målningar i offentliga samlingar i Storbritannien. Även om andemeningen i flera av dessa verk är som helhet fantastisk, betraktas deras samvetsgrannhet dock som tveksam. Från 1654 och framåt kan anas en brist på allvar och lugn och koncentrerad studie av naturen. Teniers är representerad vid Göteborgs konstmuseum.